# Frévent
Frévent là một xã trong vùng Hauts-de-France, thuộc tỉnh Pas-de-Calais, quận Arras, tổng Auxi-le-Château. Tọa độ địa lý của xã là 50° 16' vĩ độ bắc, 02° 17' kinh độ đông. Frévent nằm trên độ cao trung bình là 79 mét trên mực nước biển, có điểm thấp nhất là 62 mét và điểm cao nhất là 145 mét. Xã có diện tích 15,23 km², dân số vào thời điểm 1999 là 3952 người; mật độ dân số là 259 người/km².

## Thông tin nhân khẩu
| 1962  | 1968  | 1975  | 1982  | 1990  | 1999  |
| ----- | ----- | ----- | ----- | ----- | ----- |
| 4.386 | 4.531 | 4.322 | 4.217 | 4.121 | 3.952 |

## Nhân vật nổi tiếng
- Philippe-François-Joseph Le Bas
- Antoine-Adrien Lamourette: chính trị gia thời Cách mạng Pháp

## Địa điểm tham quan
- Tu viện Cercamp
- Nhà thờ Saint-Hilaire